# Erberg
Erberg je priimek več oseb:
- Anton Erberg, slovenski jezuit, teolog, filozof in pravnik
- Bernhard Ferdinand Erberg, slovenski jezuit
- Janez Benjamin Erberg, slovenski jezuit
- Janez Danijel Erberg, slovenski plemič
- Jožef Kalasanc Erberg, slovenski botanik
- Volbenk Inocenc Erberg, slovenski misijonar